# (3958) Komendantov

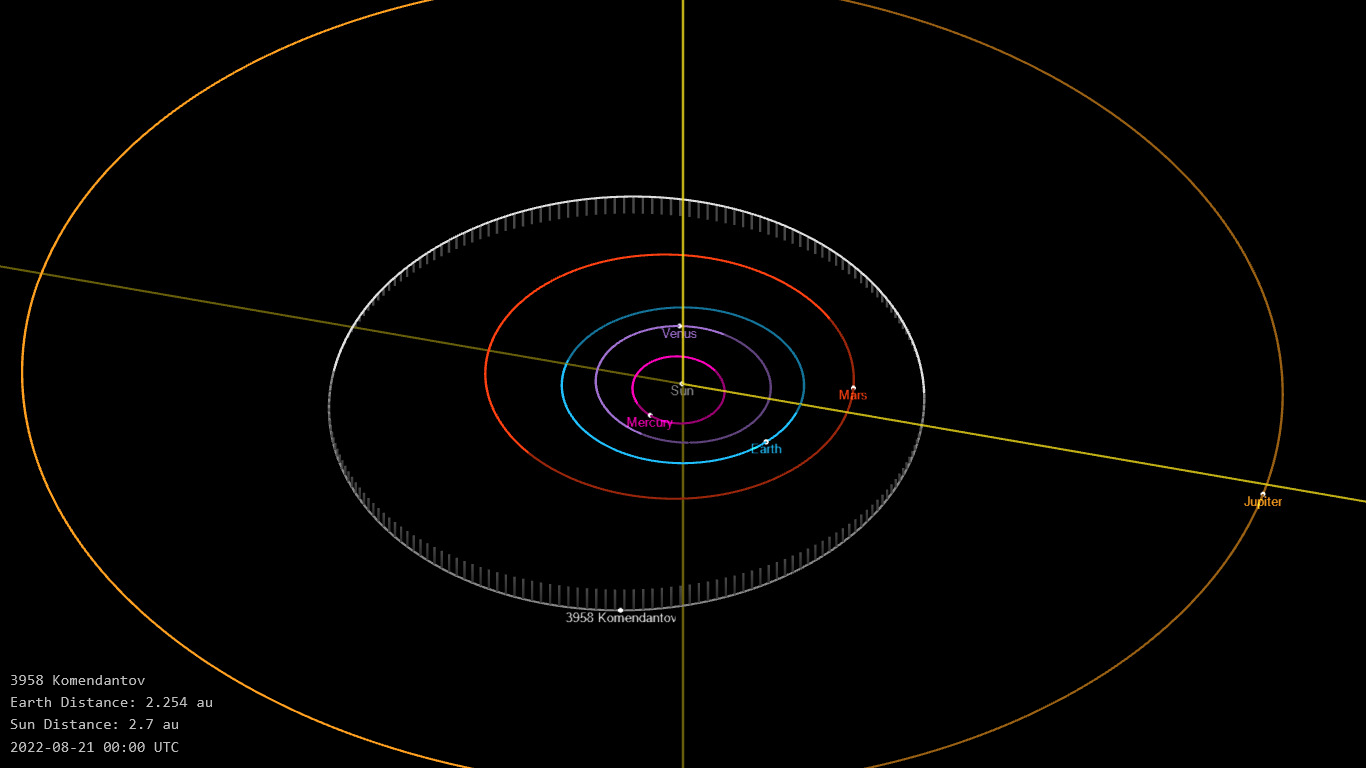

(3958) Komendantov est un astéroïde de la ceinture principale.

## Description
(3958) Komendantov est un astéroïde de la ceinture principale. Il fut découvert le 10 octobre 1953 à Simeis par Pelagueïa Shajn. Il présente une orbite caractérisée par un demi-grand axe de 2,47 UA, une excentricité de 0,21 et une inclinaison de 4,8° par rapport à l'écliptique.

## Compléments